# Nanette Bernadou
Nanette Bernadou es una deportista estadounidense que compitió en remo como timonel. Ganó dos medallas en el Campeonato Mundial de Remo, bronce en 1981 y plata en 1982.

## Palmarés internacional
| Campeonato Mundial | Campeonato Mundial | Campeonato Mundial | Campeonato Mundial |
| Año                | Lugar              | Medalla            | Prueba             |
| ------------------ | ------------------ | ------------------ | ------------------ |
| 1981               | Múnich (RFA)       | Medalla de bronce  | Cuatro con timonel |
| 1982               | Lucerna (Suiza)    | Medalla de plata   | Ocho con timonel   |